# سكيرد سيتاديل
سكيرد سيتاديل (بالإنجليزية: Sacred Citadel) ، هي لعبة فيديو إلكترونية من نوع أكشن والضرب المبرح، أنتجت سنة 2013م.

## مصدر
1. ↑  Humble Store (بالإنجليزية), QID:Q42328566
2. ↑  "All PS Now games A-Z" (بالإنجليزية). Archived from the original on 2021-07-03. Retrieved 2021-07-05.
3. ↑  ستيم، SteamClient021, Package: 1726604483، API v020, Package: 1682723851، 12 سبتمبر 2003، QID:Q337535
4. ↑  "Sacred Citadel". IGN. مؤرشف من الأصل في 2017-08-02. اطلع عليه بتاريخ 2013-05-06.

## وصلات خارجية
- Sacred Citadel page at Southend Interactive website[وصلة مكسورة]
- Sacred Citadel نسخة محفوظة 2 مايو 2013 على موقع واي باك مشين. page at Deep Silver website